# Agente antihipotensivo

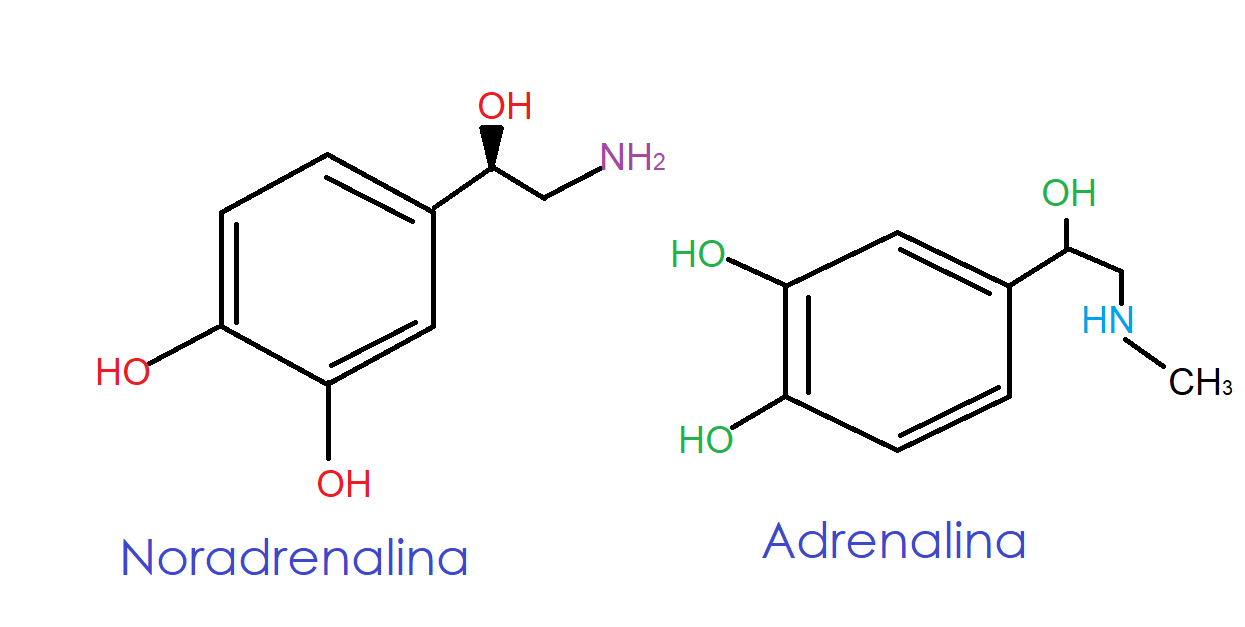

Un agente antihipotensivo, también conocido como agente vasopresor, es cualquier medicamento que tiende a elevar la presión arterial reducida. Algunos fármacos antihipotensivos actúan como vasoconstrictores para aumentar la resistencia periférica total, otros sensibilizan los receptores adrenérgicos a las catecolaminas (glucocorticoides) y la tercera clase aumenta el gasto cardíaco: dopamina, dobutamina.
Si la presión arterial baja se debe a la pérdida de sangre, las preparaciones que aumentan el volumen de la circulación sanguínea (soluciones que sustituyen al plasma, como las soluciones coloides y cristaloides (soluciones salinas)) aumentarán la presión sanguínea sin actividad vasopresora directa. Los glóbulos rojos, el plasma o la sangre entera empaquetados no deben usarse únicamente para la expansión de volumen o para aumentar la presión oncótica de la sangre circulante. Los productos sanguíneos solo se deben usar si existe una capacidad reducida de transporte de oxígeno o coagulopatía. También responden otras causas de reducción del volumen vascular (deshidratación, pérdida de plasma a través de heridas / quemaduras) o relativa (pérdida del tercer espacio), aunque los hemoderivados solo están indicados si hay anemia de forma significativa.

## Clasificación
Los agentes antihipotensivos se pueden clasificar de la siguiente manera:
- Simpaticomiméticos
  - Epinefrina
  - Noradrenalina hidrotartrato
  - Fenilefrina (Mesaton)
  - Dobutamina
  - Dopamina
  - Efedrina clorhidrato
  - Midodrina
  - Amezinium
- Fármacos miotrópicos
- Angiotensinamida
- Derivados de S-alquilisotiouronio
  - Difetur
  - Izoturon
- Glucocorticoides y mineralocorticoides
  - Hidrocortisona
  - Prednisona, Prednisolona
  - Dexametasona, Betametasona
  - Fludrocortisona
- Analéptico
  - Bemegrida
  - Cafeína
  - Alcanfor
  - Cordiamina
- Psicotrópicos
  - Anfetamina
  - Atomoxetina
  - Bupropion
  - Duloxetina
  - Metanfetamina
  - Metilfenidato
  - Reboxetina
  - Venlafaxina
- Agentes inotrópicos positivos
  - Glucósidos cardíacos
    - Strophantin K
    - Corglycon
    - Digoxina

  - Otros
  - Amrinona
  - Milrinona